# Hieracium leucopelmatum
Hieracium leucopelmatum es una especie de planta con flor del género Hieracium, de la familia Asteraceae, orden Asterales.

## Distribución
Hieracium leucopelmatum se distribuye por Croacia.

## Taxonomía
Fue descrita científicamente por Näg. y Peter.
Tratamiento taxonómico
La especie aparece registrada en una sección de la publicación Hierac. Mitt.-Eur.